# Targabåge

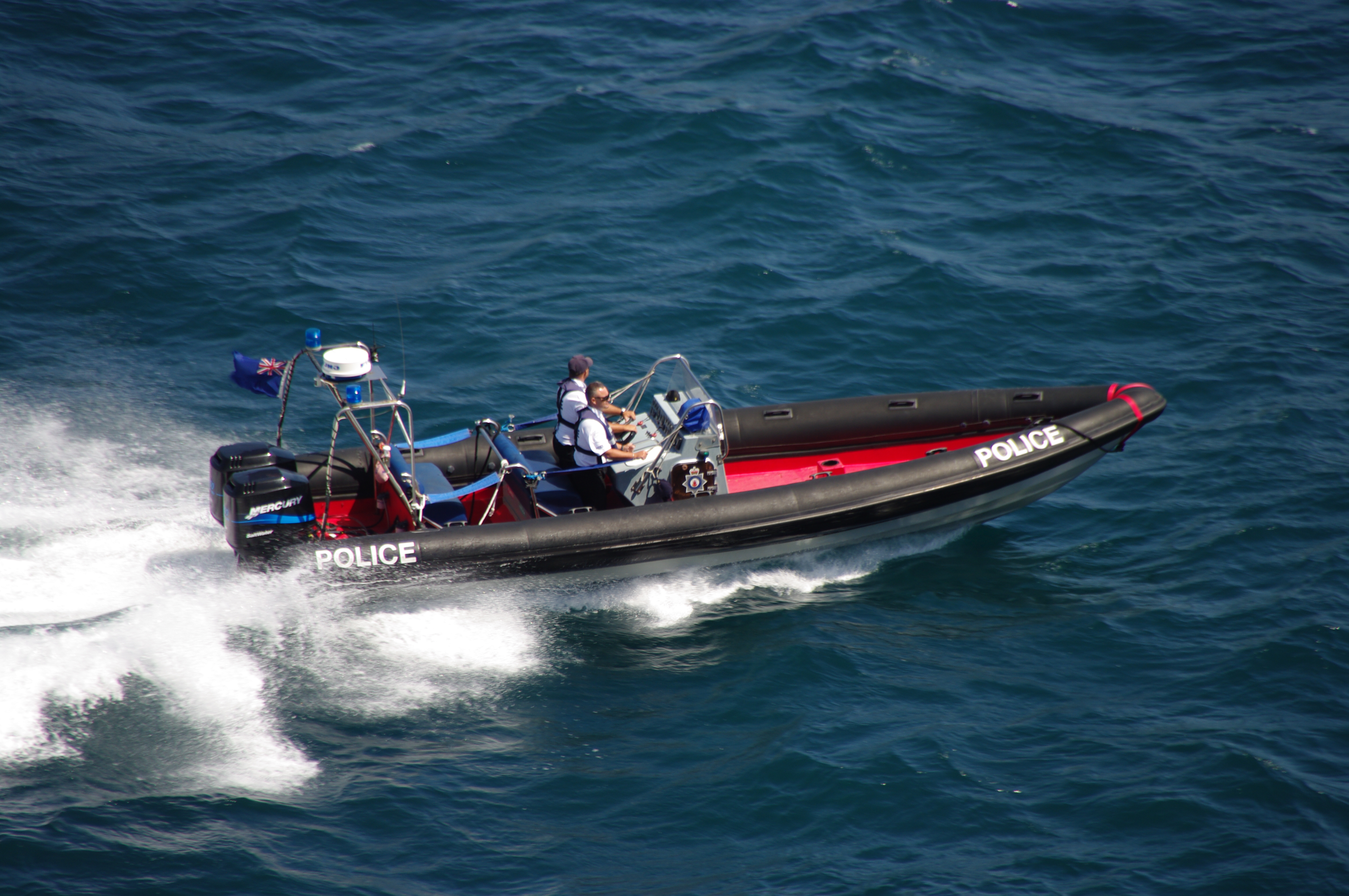
Polis-RIB försedd med en lätt targabåge

Targabåge kallas en konstruktion på öppna båtar som formar en förhållandevis smal ram över sittbrunnen dels för att fungera som grabbräck att hålla i sig i sjögång och häftiga manövrer, dels som installationsunderlag för diverse antenner och ljus; GPS, radar, VHF, topplanterna och så vidare. På segelbåtar oftast längst akterut för att inte riskera att trassla in skot och liknande. Bågen tillverkas vanligtvis av stålrör eller aluminium, men finns också som strömlinjeformade konstruktioner av glasfiberplast då de är fabriksmonterade.
Targabågen kan även utrustas med spöhållare för så kallat trollingfiske.
Benämningen förekommer också för liknande konstruktioner på bilar.